# 真向法
真向法（まっこうほう）は長井津が創始した健康法の一種。四つの動作を行うことで姿勢のゆがみを調整し、身体をやわらかくして心と身体の健康を保つ。起床時か就床前に行う。1日3分程度から、畳一畳程度のスペースで簡単に行えることが特徴。公益社団法人として、真向法協会が結成されている。

## 四つの動作
呼吸に合わせて以下の動作を行う。呼吸のリズムは2秒で吐き、1秒で吸うのが基本。
第一体操
足裏を合わせて座り、前屈と起き上がりを繰り返す。
尻から足にかけた外側の筋肉を伸ばすのが目的。
第二体操
両足を伸ばして座り、前屈と起き上がりを繰り返す。
太ももの後ろからふくらはぎの筋肉を伸ばすのが目的。
第三体操
脚を左右に開脚して座り、前屈と起き上がりを繰り返す。
脚の内側の筋肉を伸ばすことを目的とする。
第四体操
割り座で座って背を後ろに倒し、ゆっくりと腹式呼吸を行う。
足首と膝の関節を柔らかくすることを目的とする。